# Garmanns (Gemeinde Gföhl)
Garmanns ist eine Ortschaft und eine Katastralgemeinde der Gemeinde Gföhl im Bezirk Krems-Land in Niederösterreich. Die Ortschaft hat 65 Einwohner (1. Jänner 2024).

## Geografie
Der Ort liegt südwestlich von Gföhl und ist über die Landesstraße L7043, die Alte Gföhler Straße, erreichbar. Die einzige weitere Ortslage ist die Streusiedlung Au. Am 1. April 2020 umfasste das Dorf 37 Adressen.

## Siedlungsentwicklung
Zum Jahreswechsel 1979/1980 befanden sich in der Katastralgemeinde Garmanns insgesamt 15 Bauflächen mit 9.252 m² und 27 Gärten auf 32.342 m², 1989/1990 gab es 16 Bauflächen. 1999/2000 war die Zahl der Bauflächen auf 61 angewachsen und 2009/2010 bestanden 49 Gebäude auf 76 Bauflächen.

## Geschichte
Im Franziszeischen Kataster von 1823 ist Garmanns mit mehreren Gehöften verzeichnet.
Laut Adressbuch von Österreich waren im Jahr 1938 in Garmanns keine Gewerbetreibenden ansässig. Bis zur Eingemeindung nach Gföhl war der Ort ein Teil der damaligen Gemeinde Litsch und Wurfenthalgraben.

## Bauwerke
Die Ortskapelle, ein schlichter Rechteckbau mit halbrunder Apsis und Dachreiter, wurde zwischen 1668 und 1669 errichtet und steht unter Denkmalschutz (Listeneintrag).

## Bodennutzung
Die Katastralgemeinde ist landwirtschaftlich geprägt. 115 Hektar wurden zum Jahreswechsel 1979/1980 landwirtschaftlich genutzt und 57 Hektar waren forstwirtschaftlich geführte Waldflächen. 1999/2000 wurde auf 113 Hektar Landwirtschaft betrieben und 63 Hektar waren als forstwirtschaftlich genutzte Flächen ausgewiesen. Ende 2018 waren 109 Hektar als landwirtschaftliche Flächen genutzt und Forstwirtschaft wurde auf 62 Hektar betrieben. Die durchschnittliche Bodenklimazahl von Garmanns beträgt 23,1 (Stand 2010).